# Kościół Matki Bożej Królowej Polski w Stradunach

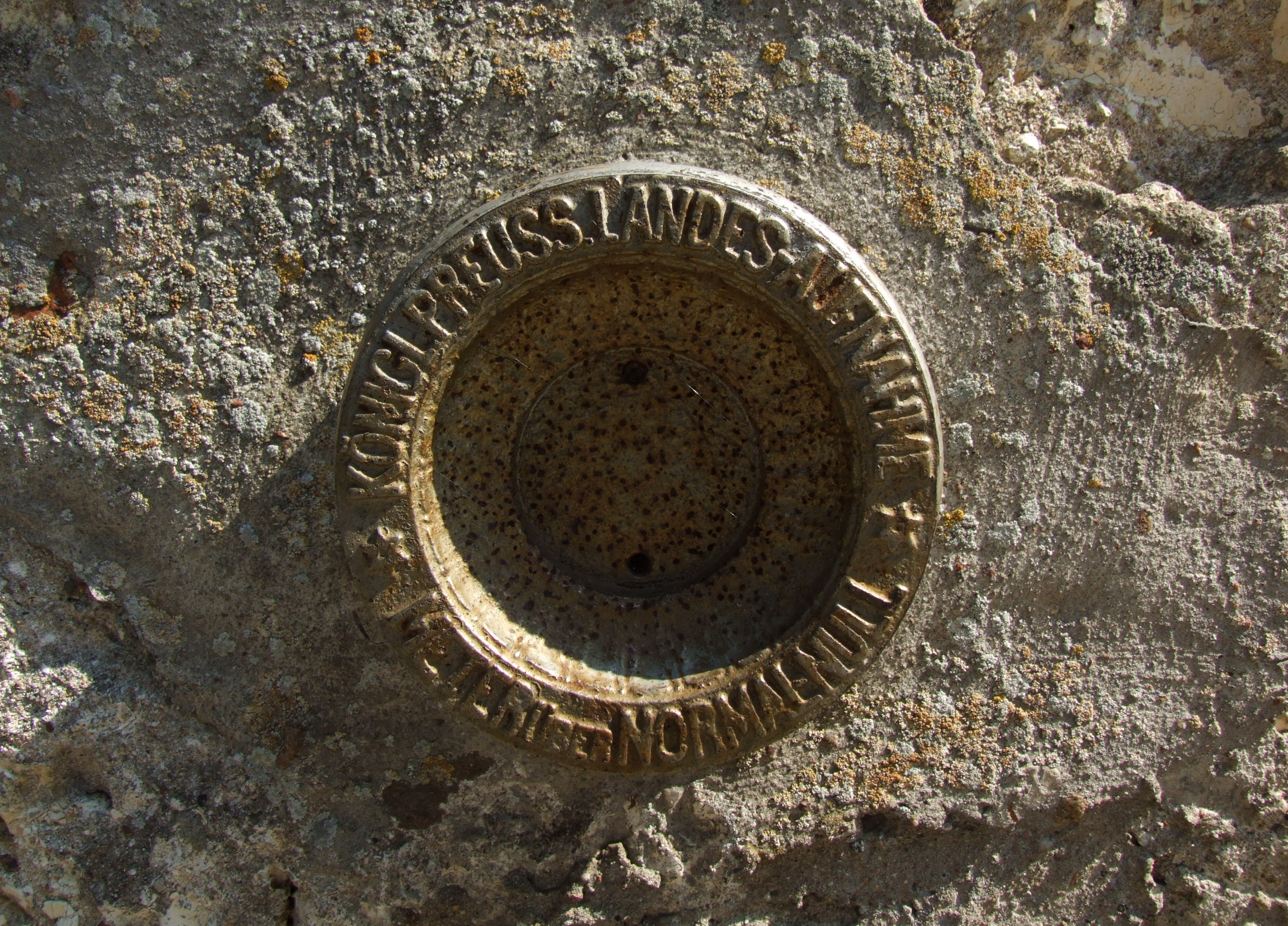
Reper na ścianie kościoła

Kościół Matki Bożej Królowej Polski w Stradunach – kościół w mazurskiej wsi Straduny. Wybudowany w latach 1736–1738 w miejsce starego kościoła drewnianego. Do 1945 świątynia ewangelicka, po II wojnie światowej polski kościół rzymskokatolicki. Od 1966 widnieje w rejestrze zabytków.
Początkowo kościół pw. św. Leonarda, obecnie Matki Boskiej Królowej Polski. Na ścianie kościoła znajduje się reper, pochodzący z okresu Królestwa Prus. W kościele znajdują się zabytkowe XVIII-wieczne organy, płyty nagrobne miejscowych rodów szlacheckich z XVI i XVII wieku i obraz Ukrzyżowanie.
W latach 1964–2020 z kościołem związany był Józef Kącki.